# عروسک قلعه قافه
عروسک قلعه قافه که با نام آروسک شناخته می‌شود، از عروسک‌های دست‌ساز زنان روستای قلعه قافه از توابع مینودشت استان گلستان است که به دو صورت با چهره و بدون چهره ساخته می‌شوند.
ساخت این عروسک‌ها در روستای قلعه قافه سابقه دیرینه دارد ولی به دست فراموشی سپرده شده بودند. تا این که توسط دو خواهر از همین روستا دوباره احیا شدند. آروسک با پوشش لباس محلی و رنگ‌های شاد ابریشمی ریشه در تاریخ فرهنگی و هنری نیاکان شهرستان مینودشت دارد، دست سازه ای زیبا که بسیاری از گردشگران نوروزی به ویژه کودکان به عنوان سوغات محبوب و ارزشمند از آن استقبال کردند.
نحوه ساخت آروسک و به ثبت رسیدن آن در برنامه ای به نام لیلی من از شبکه مستند پخش شده است.

## ظاهر عروسک
در قدیم ساخت عروسک‌های بی چهره متداول بوده است زیرا عقیده داشتند که سازنده بر اساس شخصیت و خصوصیات ظاهری خودش عروسک را طراحی و می‌سازد و باید بدون چهره باشد که از طرف دیگران شناسایی نشود. پوشش سر این آروس‌ها شامل سه روسری است که منذیل نام دارد. روسری‌ها و لباس‌هایی که به تن عروسک است همه از پارچه‌های دست بافت و با رنگ‌های طبیعی مخصوص همان منطقه رنگ‌آمیزی و بافته شده که یکی از ویژگی‌های منحصر به فرد این عروسک‌ها محسوب می‌شود.

## ثبت ملی
ساخت عروسک محلی روستای قلعه قافه و کارکردهای فرهنگی آن به شماره ۲۰۷۹ به ثبت ملی رسیدهو جزو میراث فرهنگی ناملموس ملی ایران می‌باشد.